# اوست‌هم
اوستهم (به هلندی: Oosthem) یک منطقهٔ مسکونی در هلند است که در سودوست-فریسلان واقع شده‌است. اوستهم ۴۲۰ نفر جمعیت دارد.